# Heulandite
Heulandite è il nome collettivo di un minerale non specificato in una serie di cristalli misti con i membri finali heulandite-Ba, heulandite-Ca, heulandite-K, heulandite-Na e heulandite-Sr. Insieme formano il sottogruppo dell'heulandite all'interno del gruppo delle zeoliti.
Appartengono tutte alla famiglia dei "silicati" e strutturalmente sono dei tectosilicati.
Tutti i membri della serie dell'heulandite cristallizzano nel sistema monoclino con la composizione chimica generale (X)5[Al9Si27O72] • ≈24(H2O), dove X può essere il catione bario, calcio, potassio, sodio o stronzio, che possono sostituirsi l'uno all'altro nella formula, ma sempre nella stessa proporzione con gli altri componenti del minerale. Per i singoli membri finali, tuttavia, anche la composizione chimica è riassunta come segue:
- heulandite-Ba – (Ba,Ca,K)5(Si27Al9)O72 • 22H2O
- heulandite-Ca – (Ca,Na,K)5(Si27Al9)O72 • 26H2O
- heulandite-K – (K,Ca,Na)5(Si27Al9)O72 • 26H2O
- heulandite-Na – (Na,Ca,K)6(Si,Al)36O72 • 22H2O
- heulandite-Sr – (Sr,Ca,Na)5(Si27Al9)O72 • 24H2O

## Etimologia e storia
L'heulandite fu per la prima volta riconosciuta separata da Johann Friedrich August Breithaupt nel 1818, e da lui chiamata euzeolite (che significa "splendida zeolite"); in maniera indipendente, l'heulandite fu descritta da Henry James Brooke, che chiamò il minerale in onore del collezionista e commerciante di minerali inglese John Henry Heuland (1778-1856) che l’aveva rinvenuta nell’est dell'Islanda, a Teigarhorn.
Nel corso della riorganizzazione della famiglia delle zeoliti nel 1997, sono stati ridefiniti anche i membri finali della serie mista di heulandite e i cationi predominanti nella formula sono stati aggiunti come abbreviazioni.

## Abito cristallino
Le heulanditi cristallizzano tutte nel sistema monoclino e si presentano tabulari, sottili o spessi, parallelamente al pinacoide laterale [010], con uno sviluppo delle altre facce, che fanno assumere ai cristalli un aspetto ortorombico simile a semplici prismi romboidali. Si ritrovano anche aggregati raggiati o globulari.
Essi possiedono una sfaldatura perfettamente parallela al piano di simmetria, con una faccia a lucentezza perlacea e una vitrea.

## Proprietà
Quando vengono riscaldate a una temperatura superiore a 210 °C, le heulanditi perdono parte della loro acqua cristallina e si comportano in modo ortorombico a causa della conseguente contrazione del reticolo. In questa forma, il minerale è talvolta indicato anche come metaheulandite.

## Origine e giacitura
Le heulanditi si forma in cavità di basalto, andesiti e diabasi fortemente alterate, ma può anche formarsi durante la devitrificazione di vetri vulcanici e tufi. Varie apofilliti e zeoliti, nonché calcite e datolite si trovano come minerali associati.